# Lieja-Bastoña-Lieja 1987
La Lieja-Bastogne-Lieja 1987 fue la 73.ª edición de la clásica ciclista Lieja-Bastoña-Lieja. La carrera se disputó el domingo 19 de abril de 1987, sobre un recorrido de 260 km. 
El vencedor final fue el italiano Moreno Argentin (Gewiss-Bianchi), que se impuso al irlandés Stephen Roche (Carrera-Vagabond) y al belga Claude Criquielion (Hitachi-Marc), segundo y tercero respectivamente. 

## Clasificación final
| Posición | Ciclista             | Equipo                     | Tiempo     |
| -------- | -------------------- | -------------------------- | ---------- |
| 1        | Moreno Argentin      | Gewiss-Bianchi             | 6h 40' 00" |
| 2        | Stephen Roche        | Carrera-Vagabond           | m. t.      |
| 3        | Claude Criquielion   | Hitachi-Marc               | m. t.      |
| 4        | Yvon Madiot          | Système U                  | m. t.      |
| 5        | Robert Millar        | Panasonic-Isostar          | m. t.      |
| 6        | Laurent Fignon       | Système U                  | + 25"      |
| 7        | Marc Madiot          | Système U                  | + 58"      |
| 8        | Eddy Schepers        | Carrera-Vagabond           | m. t.      |
| 9        | Emanuele Bombini     | Gewiss-Bianchi             | m. t.      |
| 10       | Jean-Claude Leclercq | Toshiba-Look-La Vie Claire | m. t.      |